# M59
М59 (NGC4621) е елиптична галактика, разположена по посока на съзвездието Дева, на 60 млн. св.г. от Земята. Видимата ̀и звездна величина е +10.6.
М59 и близката до нея М60 са открити от Йохан Готфрид Кьолер през 1779, докато е наблюдавал за комета в същата част на небето. М59 e част от галактичния свръхкуп в Дева.
Класифицирана е от Едуин Хъбъл като образец на галактика от тип E5. Обектът присъства в оригиналната редакция на Нов общ каталог (NGC).

## Съседи от каталога на Месие
- M60 – (на 20 ъглови минути на изток) елиптична галактика в двойка със спиралната NGC4647;
- M58 – (на един градус на запад) умерено ярка спирална галактика;
- M89 и M90 – (малко по-далеч на северозапад) не толкова ярки елиптична и спирална галактики;
- M49 – (на югозапад) гигантска елиптична галактика, най-ярката в купа

### Последователност на наблюдението
...M85 → M60 → M59 → M58 → M89...